# محمد آل أبي شبانة
اَلسَّيِّدُ مُحَمَّدُ بْنُ عَلِيِّ بْنِ إِبْرَاهِيمَ آلُ أَبِي شُبَانَةَ اَلْمُوسَوِيُّ اَلْبَحْرَانِيُّ (و. بين 1100 هـ و1120 هـ / بين 1688م و1708م) – (ت. حوالي 1173 هـ / 1760م). هو شاعرٌ وأديب ومُؤرّخ ورجل دين شيعي بحراني وثّقه علي البلادي صاحب أنوار البدرين بقوله: ”كان من العلماء الأعلام والأدباء العظام“، وقد تتلمذ في العلوم الحوزوية على يد بعض رجال الدين المعروفين في البحرين آنذاك، ومنهم: يوسف البلادي، وحسين الماحوزي، وغيرهما.
ولم تُذكر له في الكتب أي ترجمة مُفصّلة عنه، ولذا فقد اقتصرت ترجمته في أنوار البدرين على معلومات طفيفة، وقد حكى آغا بزرگ الطهراني في الذريعة أنه كان معاصراً ليوسف البحراني صاحب الحدائق، وهو مشهورٌ لتأليفه كتاب تَتْمِيمُ أَمَلِ الْآمِلْ يقع في مجلد واحد، وقد كتبه تتمة لكتاب أمل الأمل في تراجم علماء جبل عامل للحر العاملي.

## نسبه
هو: محمد بن علي بن إبراهيم الثاني بن علي بن إبراهيم الأول بن الحسن شبانة بن الحسين بن عيسى بن خميس بن هاشم بن أحمد بن ناصر بن سليمان بن موسى الأصغر بن صالح بن علي بن محمد بن موسى كمال الدين بن علي بن محمد بن علي بن محمد بن الحسين بن طاهر بن إبراهيم بن علي بن عيسى بن موسى الثاني بن جعفر الخلق بن الحسن بن  موسى الكاظم بن جعفر الصادق بن محمد الباقر بن علي زين العابدين بن الحسين السبط بن علي بن أبي طالب.

## مؤلفاته
- تتميم أمل الآمل. ذكره البلادي في أنوار البدرين،[2] والطهراني في الذريعة قائلاً بأنه قد ذكر التراجم مرتباً على الحروف إلى مئة وثمانين رجلاً، وألحق به خاتمة في علماء البحرين وذكر منهم ما يقرب من أربعين رجلاً آخرهم شيخه وأستاذه يوسف بن عبد الله البلادي.[1]
- جامع الشتات. كتابٌ أدبي بمنزلة الكشكول.[2][4]

## شعره
ابن أبي شبانة شاعرٌ غير أن أشعاره غير مجموعة في ديوان، وإنّما هي مبثوثة في بعض الكتب، ومن شعره قوله:- 
في الافتخار بالنسب إلى أهل البيت :
في السفر والمحنة والاغتراب: